# Старинное стекло Англии
Старинное стекло Англии — это предметы декоративно-прикладного искусства и витражи, выпускавшиеся в Англии до начала XX века.

## История
Во время раннего Средневековья стекло, выпускавшееся в Англии, по составу было близко к европейским образцам на основе древесной золы. В X—XI веках в Англию начали приглашать французских мастеров для изготовления оконных стёкол. В храмах романского периода на верхнем ярусе присутствовали окна, и на стёкла был устойчивый спрос. Во время строительства крупных соборов (в Кентербери, Солсбери) такая необходимость возросла. В XI веке начали массово производить витражи, которыми украшались храмы. С XII века витражи были во всех готических соборах Англии.
Долгое время в Англии работали французские стеклодувы из Нормандии. Первым французским мастером, имя которого было задокументировано, стал Лоренц Витрариус. В 1220 году ему были дарованы земли в Суссексе. В 1240 году мастер получил заказ от короля Генриха III на изготовление цветных стёкол Вестминстерского аббатства. Следующий известный мастер, Джон Шурртер, появился также в Суссексе, ставшем основным центром стекольного производства Англии.

### XVI век
В XVI веке венецианцы издали географический атлас, в котором указывалось, что в Англии стекло производилось в Гулдфорде и Чиддингфольде.
В этот период стеклянные фабрики выпускали не только оконные и декоративные стёкла, но и разнообразные сосуды методом выдувания. Несмотря на наличие собственных производств, в Англии активно распространялась продукция французского происхождения, преимущественно из Лотарингии и Нормандии. Помимо этого, поставлялось стекло из Голландии и Венецианской республики.
В середине XVI века в Европе начались гонения на протестантов. С этим было связано появление большого количества европейских стеклодувов в Англии, в особенности на юге страны.
Известный стеклодув из числа вынужденных переселенцев — Иоанн Карре из Арраса. В 1567 году он приобрёл необходимую лицензию и открыл в Олфолде мастерскую, производившую посуду и оконные стёкла. Впоследствии он стал руководителем лондонской мастерской крестоносцев. Эта фабрика производила цветные стёкла в манере венецианских мастеров. Подобная продукция пользовалась большим спросом у английской аристократии. Состав изделий этой фабрики был схож со стеклом из Мурано, так как вместо поташа использовалась сода. На фабрике Карре трудились мастера, приглашённые из Венеции. Одним из них был Джакомо Верцелини (1523—1606 гг.). Этот мастер улучшил качество стекла фабрики крестоносцев и удешевил производство стеклянной продукции, сделав её доступной для более широких слоёв населения. После смерти Карре в 1572 лицензия на производство стекла перешла к Верцелини. А уже в 1575 году итальянский мастер получил монопольное право на производство стеклянных сосудов во всей Англии. Известность получили бокалы его производства с полой ножкой и гравировкой по стеклу. Чаще всего эти предметы датируются 1577—1586 годами. Несмотря на развитие технологии, производство фигурного стекла в Англии в XVI веке не было массовым.
После начала использования угля фабрики начали возникать около мест его добычи, в частности, в Стаурбридже и Ньюкасле, до сих пор являющимися центрами стекольного производства. В этот период стекольная промышленность Англии была монополизирована Робертом Манселлом, адмиралом в отставке. Агенты Манселла пригласили на работу ведущих европейских стеклодувов — венецианцев, французов, а также жителей лигурийского города Алтарь. Именно итальянские стеклодела организовали производство широкого ассортимента стеклянной продукции: пивных и винных стаканов из зелёного и бесцветного стекла, оконных стёкол, зеркал, рёмеров из цветного стекла. Рёмеры были особенно популярны в Англии, поэтому они как производились на местных фабриках, так и импортировались из стран Северной Европы.

### XVII век
Основной подъем стекольного производства пришёлся на правление двух королей из рода Стюартов — Якова I и Карла I, законодательно запретивших ввоз стекла из Европы. В этот период среди аристократии пользовалось бокалы в стиле венецианского и голландского стекла, называемые «фасон де венис». Стекло было очищенным, бесцветным, а сами бокалы за счет декора были вычурными. Из-за высокой цены к таким предметам относились бережно, именно поэтому значительная часть таких предметов сохранилась.
Во время Английской революции и правления Кромвеля производство стекла в Англии было остановлено. Возрождение отрасли началось только после восшествия на престол Карла II. Важную роль в развитии стеклоделия сыграл герцог Бекингемский, Джордж Вильерс.
В этот период английские стеклоделы создавали предметы в традициях голландских мастеров. Популярной формой была «флейта» — высокий бокал в виде конуса на короткой ножке.
После начала применения оксида свинца наибольших успехов в производстве стекла нового типа добилась фабрика Георга Равенскрофта. Этот энтузиаст в течение несколько лет осуществлял опыты по поиску рецепта нового, более качественного стекла. В 1674 году Равенскрофт получил патент на изобретение стекла «кристаллин». В 1676 году компания «Гласс Земмерс компани», оплачивавшая исследования Равенскрофта, выдала ему патент на право маркировки своих изделий клеймом в виде головы ворона. Эта дата считается отправной точкой в производстве английского свинцового хрусталя. Продукция фирмы за счёт мягкого блеска и высокой светоносности была похожа на природный горный хрусталь. Это привело к тому, что и продукцию Равенскрофта начали называть «хрусталём». Товары фирмы быстро завоевали популярность и продавались не только в Англии, но в Дании и Голландии. Основным отличием свинцового стекла от хрусталя было то, что стекло по причине особенностей консистенции не подходило для производства предметов с мелкими деталями. Поэтому из него не изготавливались предметы в стиле венецианского стекла XVII века. Большей частью из свинцового стекла производили тяжелые гладкостенные предметы. После смерти Равенскрофта в 1681 году руководство фабрикой перешло к Холи Бишопу, который активно экспериментировал с составом стекла. Это привело к улучшению качества продукта и его широкому распространению.
К концу XVII века производство стекла стало одной из ведущих отраслей в Англии. К 1696 году на территории страны работало более 100 фабрик.
Применение инноваций совпало с политикой меркантилизма, направленной на замещение импортных товаров продукцией английского производства.
К концу XVII века сформировалась классификация стекла:
- Прозрачное оконное стекло
- Простое стекло
- Бутылочное стекло
- Хрустальное стекло (флинт-гласс)
- Зеркальное стекло

Основным производителем зеркал был герцог Д. Букингемский.
Основные центры производства стекла находились поблизости от мест добычи каменного угля — в Лондоне, Ньюкасле, Стоубридже и Бристоле.
Развитие стекольного производства в Бристоле и Ньюкасле было связано с итальянскими мастерами Дагниа. Помимо оконных стёкол, они производили бокалы с пузырьками воздуха в ножке. Популярность этой продукции сделала Ньюкасл одним из основных центров производства стекла в Англии.
Несмотря на то, что качество английского стекла было выше, чем у венецианских производителей, традиции итальянских мастеров долго задавали тон стилистике английского стекла. У Равенкровта трудились выходцы из Венеции, и это неизбежно сказывалось на стилистике производимых на фабрике предметов. На «флинт-гласс» прикреплялся декор в виде перьев, крылышек, защипов, капель и нитей. На английское стекло повлияли и голландские традиции, которые, в свою очередь, тоже были сформированы под влиянием мастеров из Венеции. Общие стилистические тенденции английского стекла соответствовали европейской моде на предметы декоративно-прикладного искусства в стиле барокко. Поэтому ранний период свинцового хрусталя (1680-е — 1690-е годы) искусствоведы называют англо-венецианским.

### XVIII век
На рубеже XVII—XVIII веков формы английского стекла претерпели существенные изменения. Лепной декор стал использоваться значительно реже. Появились классические формы английского стекла, которые были доступны не только богатой части населения, но и средне-обеспеченного класса. Появились бокалы под разные виды напитков: для вина на длинной ножке и для крепких напитков — на короткой. Впервые эти формы стали выпускаться в 1690-е годы, а в начале XVIII века они получили массовое распространение.
Самостоятельный английский стиль в стекле начал развиваться на рубеже XVII—XVIII веков. Первый его период получил название «балюстр-период» (1690-е — 1720-е гг.). Это название было получено из-за сходства ножек бокалов этого периода с балясиной. Гладкостенные бокалы начала XVII века представляли небольшую чашу в форме овала, конуса или колокольчика на балюстре с воздушным шариком внутри. Этот шарик усиливал игру хрусталя и визуально облегчал конструкцию. Простые и лаконичные формы окончательно утвердились в Англии во время правления королевы Анны (1702—1714 гг.).
Во время правления Георга I в Англии снова появились традиции континентальной части Европы. Получили распространение бокалы «на силезской ножке», зауженной книзу, с 4-6 каннелюрами. Подобный тип бокала, как и балюстр, производился до середины XVIII века.
Помимо бокалов для крепких спиртных напитков и вина, в Англии производили различные чаши на высокой ножке для подачи засахаренных фруктов. Встречаются маленькие чаши для желе, напитков, произведенных из сливок, сидра и сиропов. Бокалы обычно подавали на подносе, который также был на «силезской» ножке. Также были популярны канделябры на балюстре или силезской ножке. Предметы, рассчитанные на менее обеспеченные слои населения Англии, проще оформлялись — ножка была прямая. Подобные бокалы выпускались довольно долго.
В 1745 году был принят закон, в соответствии с которым размер налога на произведенную из стекла продукцию был напрямую связан с весом изделия. Эти нормы сильно повлияли на дальнейшее развитие стекольной индустрии — продукция стала значительно легче. Визуально предметы также изменились — ножки и стенки стали тоньше. Изменилась и форма ножки — она стала напоминать дротик, внутрь которой помещалась стеклянная нить белого или красного, а иногда комбинированных цветов. Иногда внутрь ножки помещали закрученную воздушную нить. Примечательно, что в континентальной Европе этот приём распространения не получил.
Применение новых технологий позволило тратить меньше массы на производство предметов из стекла. Помимо этого, на вес предметом повлияло распространение французского стиля рокайль.
С середины XVIII века получила популярность гравировка, которую наносили на стенки изделий с помощью специального медного колеса. В отличие от стекла, использовавшегося в Богемии, английское стекло было более твёрдым, поэтому глубокая гравировка не могли наноситься. Соответственно, детализация была меньше, чем в Богемии. Чаще всего использовались растительные орнаменты. В Германии и Богемии на бокалы часто наносили различные сюжеты — батальные сцены, портреты, лозунги. Эта традиция частично повлияла на английское стекло, и на бокалах стали изображать сцены пира с надписями «Держи его вверх». На винные бокалы наносили орнаменты в виде веток винограда, на пивные — в виде пшеницы. Бокалы для эля декорировали орнаментами с изображением хмеля. Винные бокалы были в форме колокольчика. Для ликёра предназначались очень маленькие бокалы, для портвейна, бренди и хереса — чуть покрупнее, на короткой ножке. Белое вино и шампанское пили из цветных бокалов: цвета аметиста или темно-зелёных. Красное вино подавали исключительно в бокалах из бесцветного стекла. В подобных бокалах подавали «mead» — алкогольный напиток на основе мёда.
С начала XVIII века получило распространение памятное стекло, не предназначенное для практического использования. На бокалы наносилась гравировка с портретами известных людей. На самых первых памятных бокалах были нанесены портреты короля Вильгельма III и Марии II. На бокалы были нанесены апельсины, символизирующие оранжистов.
На памятные бокалы наносились различные даты. Частым сюжетом была победа короля Англии над приверженцами Якова Стюарта. Приверженцы Якова для своих тайных собраний заказывали бокалы с изображением шиповника, цветками роз, нарцисса, чертополоха, дубового листа и незабудки. Встречаются бокалы с изображением символа якобистов, их лозунгами. Чертополох символизировал Шотландию, родину Стюардов, шиповник — символ Тюдоров. Нарцисс символизировал надежду. На антикварном рынке встречаются бокалы с портретом принца Чарльза — претендента на английский престол, а также с эмблемами движения Якобитов. На специальных собраниях этого тайного общества поднимались бокалы с гербом Чарльза и надписью «Аминь». Впоследствии эти бокалы начали называть «Аминь». Подобное стекло с околополитическими сюжетами выпускалось до 1788 года.
С середины XVIII века стали появляться бокалы, декорированные живописной эмалью. Первыми подобную продукцию стало изготавливать семейство Бейлби из Нью-Кастла. Они использовали как густую белую, так и полихромную эмали. Встречаются и бокалы, оформленные элементами в стилистике рококо. Это связано с французским влиянием на английское декоративно-прикладное искусство.
С 1760-х годов началось производство цветного стекла. Причем в разных городах существовали свои традиции: в Лондоне традиционно изготавливали зелёное стекло, в Бристоле — синее, в Стаффордшире — опаловое, в Бристоле — молочное. В Бристоле существовала мастерская Якоба Литла, славившаяся полихромной росписью бокалов из молочного стекла. Самыми популярными сюжетами были экзотические птицы и порхающие бабочки, а также хризантемы.
Стиль рокайль, отдельные элементы которого появились в Англии в первой половине XVIII века, стал активно использоваться в правление короля Георга III (1760-е —1820-е гг.).

## Технологии производства
Исторически в Англии производили "«флинт-гласс» (или "«флинт») — тугоплавкое кремниевое стекло, изготавливаемое из английского сырья с добавлением поташа. Изначально использовалась технология выдувания стекла. В раскалённую печь ставился горшок, в который закладывалась шихта. После расплавления в горшок добавлялась новая порция, до тех пор, пока горшок не заполнится. Длительность варки составляла от 20 до 40 часов. Для того, чтобы определись чистоту конечного продукта использовали следующий приём: стеклянный комок раздували до формы шара, давали остыть и смотрели на свет. Выработка форм начиналась только после подобной пробы.
Элементы декора были заимствованы у мастеров Венецианской республики.
Популярный в Англии приём — «воздушная капля» — воздушный шарик в ножке бокала, производился с помощью специального острого стержня, который вводился в расплавленную стеклянную массу и резко выводился.
Популярный в середины 1750-х по 1770-е годы приём «twist», когда внутрь ножки бокала помещалась закрученная воздушная нить, производился с помощью загруженных в расплавленное стекло стерженьков. В процессе вытягивания из стеклянной массы эти стерженьки образовывали нить.

### Переход с древесины на уголь
Развитие различных производств привело к сокращению лесов в Англии. С 1581 по 1584 годы парламент активно обсуждал законодательство по этому направлению, и в 1584 году был принят закон, запрещающий использовать древесину, добытую не на своей территории. В 1609 году Эдвард Зуш из Уинчестера получил официальное разрешение на эксперименты с углём. Отсутствие древесины стало причиной закрытия ряда стекольных фабрик в Сассексе. В 1615 году использование древесного топлива было законодательно запрещено, и все производства Англии перешли на уголь. Использование угля положительно сказалось на качестве продукции. До этой инновации стекло варили в открытых горшках, и стекло неизбежно получало примеси в виде золы. Позже начали применять крышку, но скорость варки стекла была низкой, и был необходим катализатор для ускорения этого процесса. Решением стало использование оксида свинца. Стекло, сваренное с этой добавкой, отличалось чистотой, блеском и большим весом.

### Печи
Изначально в Англии использовались печи венецианского образца, внешне напоминающие улей.
Позже печи стали прямоугольными. Впоследствии к стандартной конструкции добавились лучи, конструкция печей стала более сложной. В крыльях располагались печи меньшего размера, в которых изготавливались некрупные сосуды.